# Estética de la luz

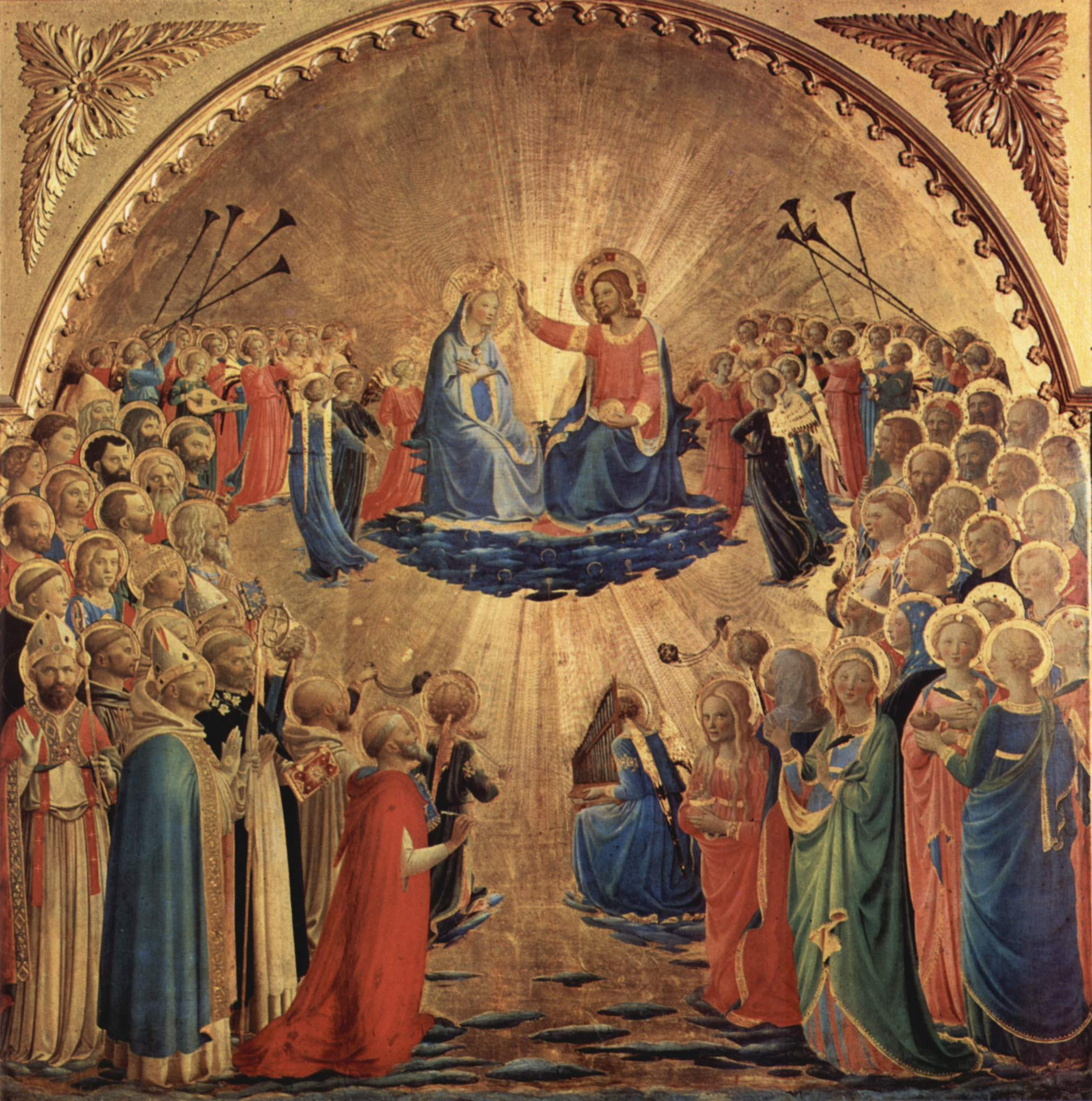
Coronación de la Virgen (1435), de Fra Angelico, Uffizi, Florencia.

La estética de la luz (también llamada metafísica de la luz o teología de la luz) fue una corriente de pensamiento dentro de la filosofía estética de la Edad Media, que identificaba la luz con la belleza divina. Se desarrolló dentro de la filosofía escolástica –principalmente entre los siglos XIII y XIV–, que pretendía el estudio de Dios desde unos postulados más racionalistas –para lo que se basaron principalmente en la filosofía aristotélica–, pero sin renunciar a la fe. Esta teoría influyó en gran medida en el arte medieval, principalmente el gótico.

## Orígenes
La identificación de la luz con un tipo de belleza de signo trascendente proviene de la antigüedad, y probablemente existió en la mente de muchos artistas y religiosos antes de plasmarse la idea por escrito. En muchas religiones antiguas se identificaba la deidad con la luz, como el Baal semítico, el Ra egipcio o el Ahura Mazda iranio. Ya la Biblia comienza con la frase «hágase la luz» (Gé 1:3), añadiendo que «Dios vio que la luz era buena» (Gé 1:4). Este «bueno» tenía en hebreo un sentido más ético, pero en su traducción al griego se empleó el término καλός (kalós, «bello»), en el sentido de la kalokagathía, que identificaba bondad y belleza; aunque posteriormente en la Vulgata latina se hizo una traducción más literal (bonum en vez de pulchrum), quedó fijada en la mentalidad cristiana la idea de la belleza intrínseca del mundo como obra del Creador. Por otro lado, las Sagradas Escrituras identifican la luz con Dios, y Jesús llega a afirmar: «yo soy la luz del mundo, aquel que me siga no andará en las tinieblas, pues tendrá la luz de la vida» (Juan, 8:12).
En el terreno de la filosofía, Platón fue el primero que trató sobre conceptos estéticos como centro de muchas de sus reflexiones, sobre todo en temas relativos al arte y la belleza. Platón fue el origen de dos de las teorías sobre la belleza más defendidas a lo largo del devenir histórico: la belleza como «armonía y proporción» y la belleza como «esplendor». Postuló que la belleza es independiente de su soporte físico, así como que no depende de la visión, que a menudo nos engaña: la visión sensible es superada por la visión intelectual, que es la que proviene de la filosofía. Por otro lado, en el seno de la filosofía idealista de Platón, donde los objetos materiales son reflejo de una «idea», situada en un mundo extrasensorial, la belleza será igualmente reflejo de esta idea metafísica, poniendo el germen de un concepto de belleza entendida de forma trascendente y no simplemente sensorial. Será este concepto de belleza el que prevalecerá en la Edad Media, asociado por la teología cristiana con Dios.
Las teorías de Platón fueron desarrolladas por el neoplatonismo, uno de cuyos principales representantes fue Plotino, el cual afirmó en Sobre la belleza que la belleza es interior, y que está en la vida, no en las formas, traduciéndose por expresión, mirada, intensidad, algo que se esconde detrás de las formas, y que identifica como el «alma» (ψυχή). Para Plotino la belleza proviene de una forma y la presencia de una «luz» incorpórea que ilumina la oscuridad de la materia («metáfora solar», el sol como metáfora de la belleza ideal). Por eso el fuego es el único que tiene belleza en sí mismo, porque no tiene forma, es la «idea» entre los elementos. Plotino asimiló el «mundo de las ideas» de Platón en un «Uno» (τò ἕν, to hen), que es como un foco de luz, que emana en la tierra, produciendo la realidad según tres estadios o hipóstasis (ὑπόστᾰσις): intelecto, alma y cuerpo. El alma es el mediador entre el cuerpo y el intelecto, que es el que más participa de la belleza, al encontrarse más cerca de la luz. Así, la belleza no se encuentra en la forma, sino en su «resplandor»: todas las cosas, todas las formas, tienen luz, que es donde radica la belleza. Plotino fue el primero en relacionar de forma explícita la luz con la belleza, sentando las bases de la que posteriormente sería la estética de la luz.
El corpus platónico y su reinterpretación en el neoplatonismo fueron asimilados en la obra de Pseudo-Dionisio, que supuso el principal nexo de unión entre la filosofía antigua y la medieval. La obra de Dionisio es la cristalización del pensamiento de Platón adaptado a la época: la luz es el bien –siguiendo el modelo hipostático de Plotino–, es la medida del ser y del tiempo. La invisibilidad de Dios se hace sensible para las cosas terrestres a través de la luz, siendo la luz inteligible –el bien– el principio trascendente de la unidad. Así, la belleza es la participación con la unidad. La belleza esencial de Dionisio es la de Platón (en su obra El Banquete), la belleza absoluta que depende de la razón. Asimiló la belleza con Dios, por lo que en el mundo solo hay una belleza aparente, la belleza de las cosas es reflejo de la belleza divina. Tomó de Plotino el concepto de una belleza que es propiedad de lo absoluto, fundiendo belleza y bondad en una belleza «supraexistencial» (̉οπερούσιον καλός). Asimismo, tomó el concepto plotiniano de emanación para afirmar que la belleza terrestre emana de la divina. Dionisio formuló el concepto de belleza como «armonía y luz» (ἐυαρμοστία καί ἀγλαία, consonantia et claritas en latín), que ejerció una enorme influencia en el concepto cristiano de belleza, así como en la representación artística.

## Desarrollo conceptual

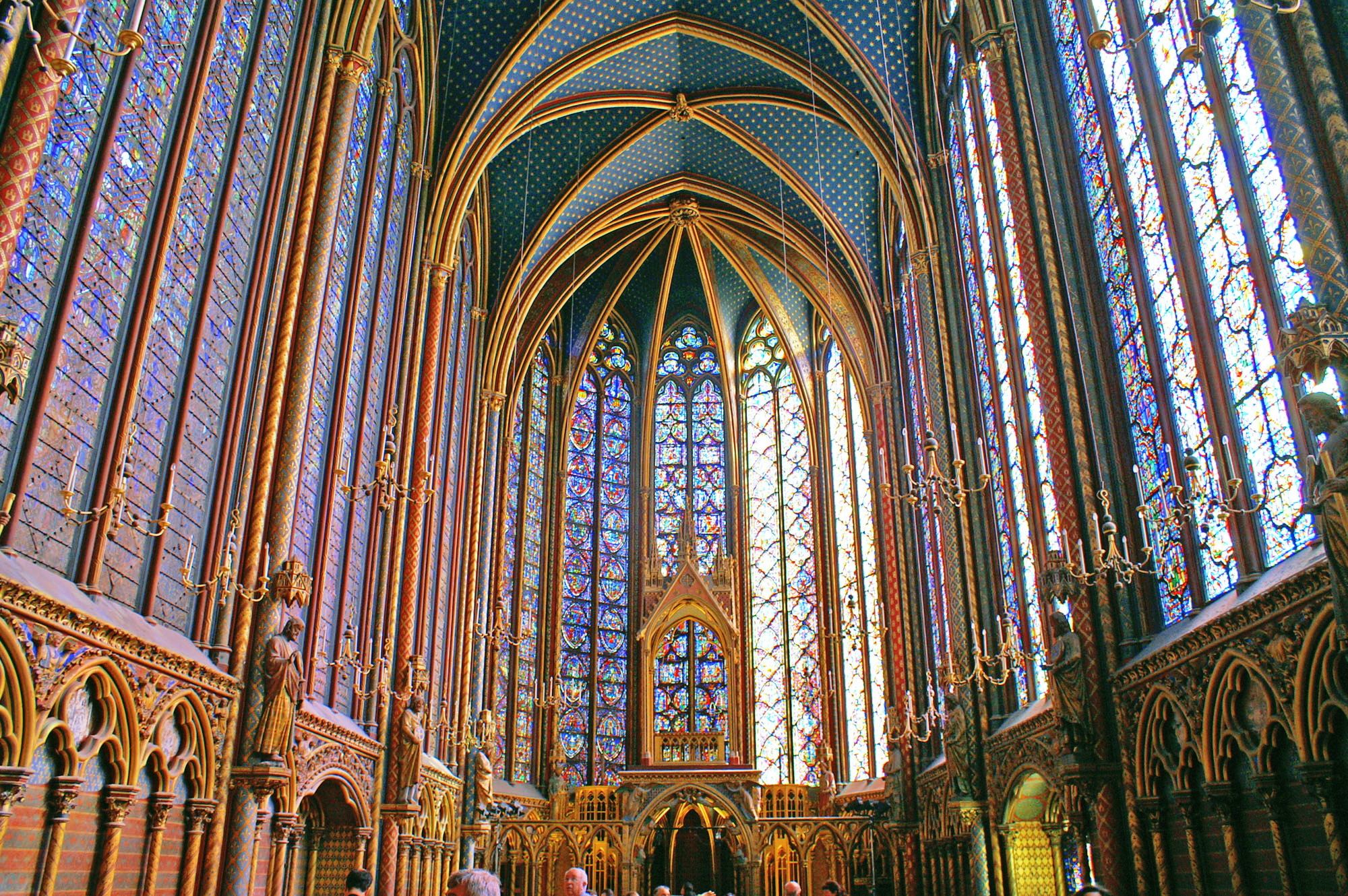
La Sainte Chapelle de París (1241-1248).

Fue durante la Baja Edad Media (siglos XIII-XIV), y en el seno de la filosofía escolástica, cuando surgió la llamada «estética de la luz»: la luz era símbolo de divinidad, lo que se reflejó en las nuevas catedrales góticas, más luminosas, con amplios ventanales que inundaban el espacio interior, que era indefinido, sin límites, como concreción de una belleza absoluta, infinita. Asimismo, se otorgó gran importancia a la belleza del color, que adquirió en esta época un significado simbólico, expresando cada color un distinto atributo o cualidad, humana o divina. La escolástica se inspiró fundamentalmente en el aristotelismo, pero también recogió toda la tradición neoplatónica, al tiempo que recibieron el legado de la filosofía árabe, que justo en esa época se empezaba a traducir al latín. Para la estética de la luz, sería especialmente influyente la teoría cosmológica de al-Kindi y su estudio de los «rayos estelares»: «la diversidad de las cosas que aparece en el mundo de los elementos en cualquier momento procede sobre todo de dos causas que son, precisamente, la diversidad de la materia y la acción diferente de los rayos estelares» (De radiis, II).
Igualmente, a nivel social, es de remarcar que la sociedad feudal, con su inmensa brecha entre ricos y pobres, fomentó el lujo y la ostentación como medio de diferenciación social, lo que se conseguía mediante joyas y ricos vestidos, donde tenía un papel predominante la luz y el color. En las ropas y objetos de adorno, armas y armaduras, era frecuente el uso del oro y de ropas teñidas con colores suntuosos, como el púrpura. Tanto los colores como las piedras preciosas engarzadas en tejidos y complementos conferían un brillo y una luminosidad radiante a quien las portaba, siendo reflejo de su estatus social.
Cabe remarcar que estas disquisiciones filosóficas fueron paralelas en muchos momentos a los avances de la ciencia en materias como la óptica y la física de la luz, especialmente gracias a los estudios de Roger Bacon. En esta época fueron conocidos también los trabajos de Alhacén, que serían recogidos por Witelo en De perspectiva (h. 1270-1278) y Adam Pulchrae Mulieris en Liber intelligentiis (h. 1230).

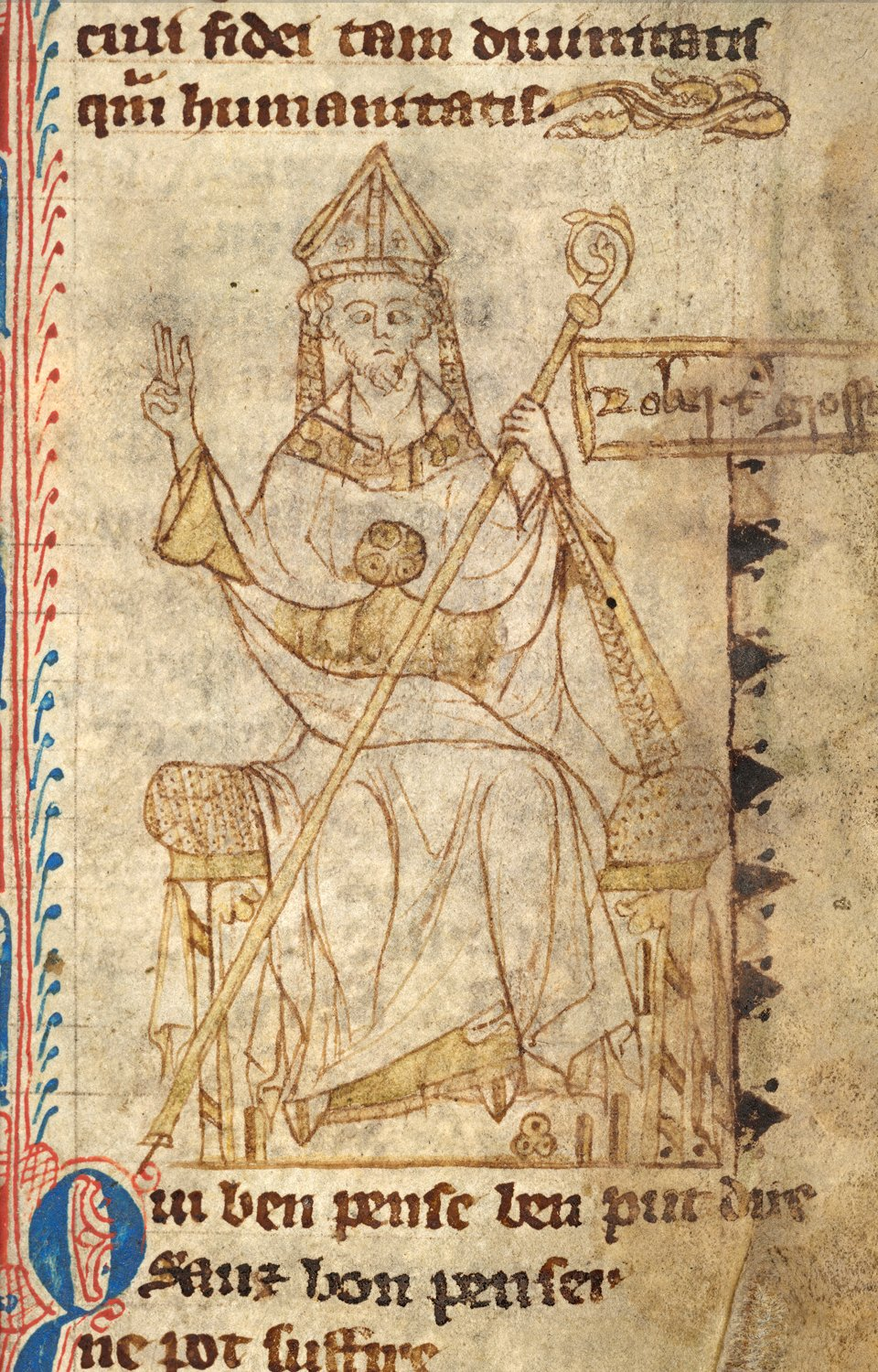
Robert Grosseteste.

Robert Grosseteste, franciscano de la escuela de Oxford y obispo de Lincoln, fue uno de los primeros en tratar la luz de una forma científica. Habló del carácter matemático de la belleza, identificándola con la luz metafísica, y distinguiendo tres tipos de luz: lux (Dios), radium (rayos de luz) y lumen (el aire lleno de luz). El lumen refleja en los objetos, por lo que estos resplandecen (splendor). Afirmaba que «la luz es la belleza y adorno de toda creación visible», así como que embellece las cosas y muestra su hermosura. Así como Plotino diferenciaba entre una estética matemática –la belleza como proporción de las partes– y otra de la luz, Grosseteste intentó aglutinar ambos conceptos, afirmando que la luz «posee la proporción más perfecta por cuanto es uniforme e interiormente concorde» (maxime unita et ad se per aequalitatem concordissime proportionata). Asimismo, sostenía que la luz influía más en la percepción de la belleza que no que fuese la esencia de la misma. A nivel físico, creía que la luz era la forma primitiva del mundo material, y que todo lo que percibimos está configurado por su radiación.
Grosseteste creó una cosmología basada en la luz: Dios es fuente de luz, y el universo está formado por un flujo de energía lumínica de la que emanan la belleza y el ser. De esta luz única derivan las esferas astrales y los elementos, así como los colores y los volúmenes de las cosas. Para Grosseteste, la proporción del mundo es el orden matemático en que la luz se materializa, según distintos grados de resistencia que opone la materia.
En la segunda mitad del siglo XIII la escolástica se dividió en dos corrientes: una de influencia platónica y agustiniana, seguida principalmente por los franciscanos, y otra inspirada en Aristóteles, defendida por los dominicos. La primera estuvo representada principalmente por San Buenaventura, y la segunda por Santo Tomás de Aquino. Buenaventura estableció que la percepción es la afinidad entre los sentidos y los objetos, que proporciona acción, fuerza y forma: la acción da salud (radione salubritatis), la fuerza da bondad (suavitas) y la forma da belleza (preciositas). Se establecía así una «proporción de adecuación», que era cambiante, subjetiva. En contraposición, propuso una «proporción de igualdad», que sería un último estadio, inteligible, de la belleza, comparable a la unidad de San Agustín. En Itinerario de la mente a Dios (Itinerarium mentis ad Deum) decía que esta igualdad no varía, sino que hace abstracción de las circunstancias de lugar, tiempo y movimiento. Para Buenaventura, la luz es la cosa más agradable (maxime delectabilis): la luz es la «forma sustancial» de los cuerpos, siendo por tanto el principio básico de la belleza.
Buenaventura distinguía tres aspectos de la luz: como lux es difusión de fuerza creativa y origen del movimiento; como lumen posee el ser luminoso y es transportada a través del espacio por los medios transparentes; y como color o splendor produce los reflejos en los materiales contra los que choca, siendo el color el encuentro entre dos luces. Asimismo, advierte en la luz cuatro propiedades fundamentales: claritas, el fulgor que ilumina; impasibilidad, ya que nada puede corromperla; agilidad, dado su fácil movimiento por el cosmos; y penetrabilidad, ya que atraviesa los cuerpos sin corromperlos.
En la orden dominica, San Alberto Magno recogió dos teorías tradicionales sobre la belleza, la de la proporción aristotélica y la del resplandor neoplatónico, sintetizándolas sobre la base de la teoría hilemorfista de Aristóteles (la materia va unida a la forma): así unió proporción y resplandor, resultando que la belleza se produce cuando la materia trasluce su esencia. Definió así la belleza como el resplandor de la forma en las diversas partes de la materia. Su discípulo Ulrico de Estrasburgo desarrolló esta teoría dividiendo la belleza en corpórea y espiritual, a la vez que encontró en ella dos cualidades distintas: la belleza esencial, inherente a las cosas, y la accidental, ajena a ellas.
Santo Tomás de Aquino recogió la tesis de Alberto Magno de la belleza como esplendor de la forma (splendor formae). Opinaba que la percepción de la belleza es una clase de conocimiento, exponiendo su teoría en su obra magna, la Summa Theologica (1265-1273). En esta obra encontró una relación entre el sujeto y el objeto (percepción): el objeto se manifiesta como forma, y el sujeto percibe gracias a la sensibilidad; entre forma y sensibilidad hay una afinidad estructural. Para Tomás belleza y bondad son lo mismo, aunque la belleza se dirige al intelecto y la bondad a los sentidos. Lo bueno es material, lo bello inmaterial; lo bueno hace desear, lo bello no tiene deseo de posesión. Distinguía en la belleza tres cualidades: integridad (integritas), que es la estabilidad estructural del objeto –un objeto roto o incompleto no puede ser bello–; armonía (consonantia), es decir, la correcta proporción de las partes de un objeto; y claridad (claritas), relacionando la belleza con la luz como símbolo de verdad, siguiendo la tradición neoplatónica. Para Tomás, la luz es una realidad física, que halla en el cuerpo diáfano una disposición a recibirla y transmitirla (affectus lucis in diaphano).

## La luz en el arte medieval

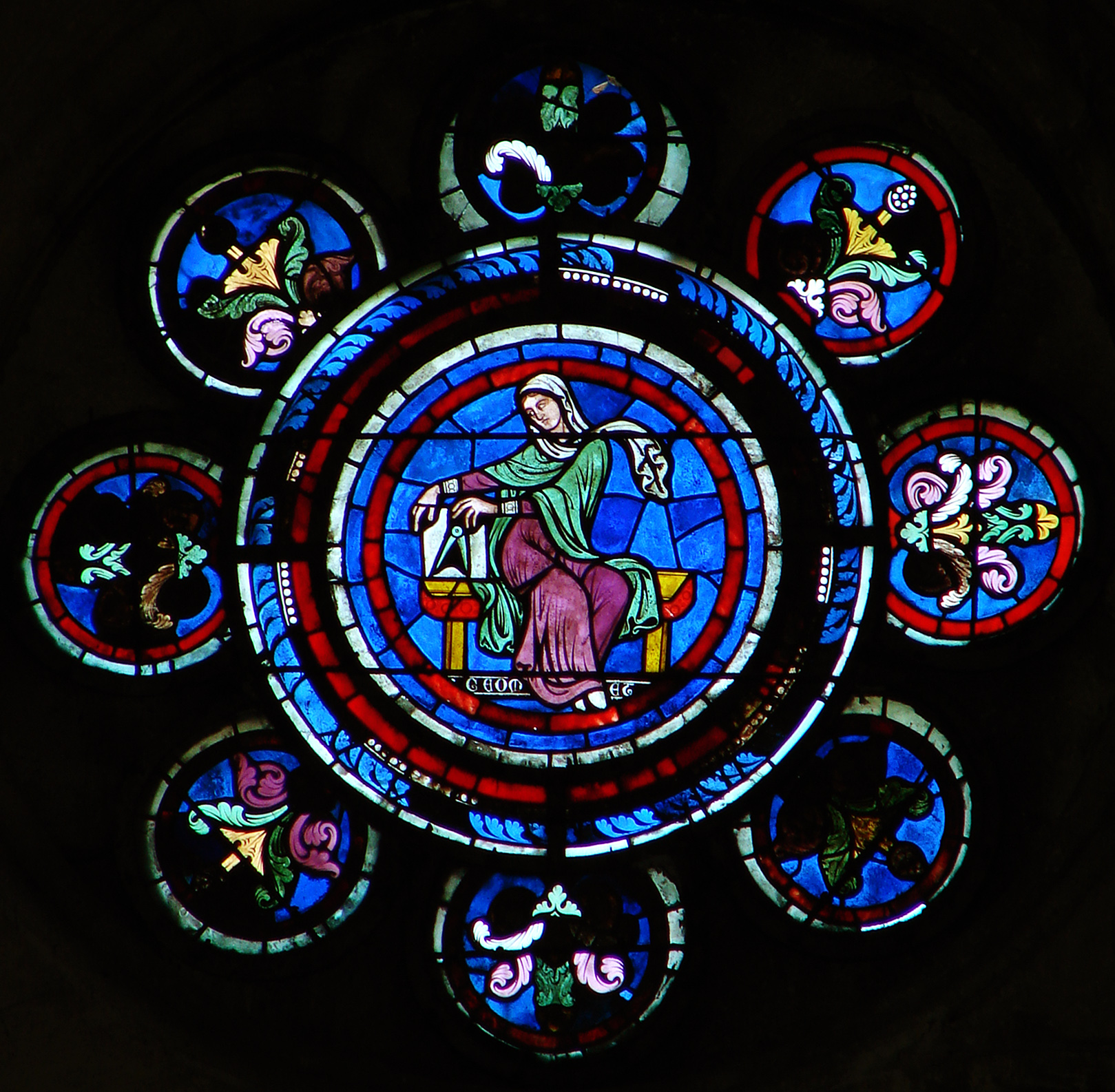
La geometría, vitral del rosetón del transepto norte de la Catedral de Laon.

El arte medieval se vio influido por la inmaterialidad del neoplatonismo: para los artistas medievales la belleza se encontraba en la expresión, no en las formas, las figuras artísticas perdieron corporeidad, perdiéndose interés por la realidad, las proporciones, la perspectiva. En cambio, se acentuó la expresión, sobre todo en la mirada; los personajes se simbolizaban más que se representaban. El arte tenía en esta época una función social, práctica, didáctica. El artista –o más bien artesano– no era creativo, realizando una labor que traducía conceptos colectivos y no individuales. Era un arte simbólico, donde todos sus componentes (espacio, color, iconografía) tenían un significado, generalmente religioso. Según Max Dvořák (Kunstgeschichte als Geistesgeschichte, 1924), la Edad Media instauró un nuevo concepto de la belleza, el tercero en el desarrollo de la cultura occidental: de la belleza física de la antigüedad clásica y la psíquica del cristianismo primitivo, se pasó en la Edad Media a una belleza psicofísica, síntesis de las dos anteriores.
La luz cobró una especial relevancia en la arquitectura gótica, que gracias a sus mejoras estructurales permitió construir edificios más diáfanos, repletos de luz, que adquiriría una importancia tanto estética como simbólica. Las catedrales góticas tuvieron una gran evolución desde el siglo XII, ganando altura gracias a nuevos diseños y a la introducción de nuevos elementos arquitectónicos como el arco ojival y la bóveda de crucería, junto al uso de contrafuertes y arbotantes para sustentar el peso del edificio. Esta verticalidad, junto a muros más ligeros, permitieron la apertura de amplios ventanales que colmaron de luz el interior, que ganó en transparencia y luminosidad. Esta luz física cobró igualmente una trascendencia metafísica, dado el carácter simbólico de los templos cristianos: para los teólogos, la iglesia era la ciudad de Dios, la Nueva Jerusalén.
En la arquitectura gótica tuvo especial relevancia el arte de la vidriería, que tuvo un gran desarrollo en esa época. Los amplios ventanales cubiertos de cristales de colores permitían matizar la luz que entraba por ellos, creando fantásticos juegos de luces y colores, fluctuantes en las distintas horas del día, que se reflejaban de forma armónica en el interior de los edificios. Se realizaban sobre cristales engarzados en madera, yeso, oro o plomo, los cuales se iban encajando con láminas de plomo, aunque desde 1340 ya no se hicieron cristales de colores, sino que se coloreaba sobre cristal blanco.
Además de la arquitectura, la luz influyó en el resto de las artes, especialmente en la miniatura, con manuscritos iluminados con colores vivos y brillantes, generalmente gracias a la utilización de colores puros (blanco, rojo, azul, verde, oro y plata), que daban a la imagen una gran luminosidad, sin matices ni claroscuros. La conjugación de estos colores elementales genera luz por la concordancia de conjunto, gracias a la aproximación de las tintas, sin tener que recurrir a efectos de sombreado para perfilar los contornos. La luz irradia de los objetos, que son luminosos sin necesidad del juego de volúmenes que será característico en la pintura moderna. En especial, la utilización del oro generó en la miniatura medieval zonas de gran intensidad lumínica, muchas veces contrastadas con tonos fríos y claros, para proporcionar mayor cromatismo.

## Citas
- «Por lo cual debe decirse aquí que la belleza es más el resplandor que se trasluce de la proporción que la proporción misma, y que ese resplandor es lo amable». Plotino, Enéadas, VI, 7, 22.[23]
- «Lo bello trascendental se llama belleza por la hermosura que propiamente comunica a cada ser como causa de toda armonía y esplendor, alumbrando en ellos porciones de belleza a la manera del rayo brillante que emana de su fuente, la luz». Pseudo-Dionisio, De divinis nominibus, IV, 7.[24]
- «¿Hay algo más bello que la luz que, aun no teniendo color en sí misma, sin embargo hace aparecer los colores de todas las cosas iluminándolas?». Hugo de San Víctor, Eruditio didascalica, XII.[25]
- «La luz es bella en sí misma, porque su naturaleza es sencilla y lo abarca todo. Por tanto, posee la proporción más perfecta, porque es de lo más uniforme e interiormente concorde, y la armonía de las proporciones es la belleza. Por tanto, la luz es bella y deleita sobremanera a la vista, incluso sin poseer la armónica proporción de las figuras corpóreas». Robert Grosseteste, Hexaëmeron, 147 v.[26]
- «La luz es lo que más embellece las cosas y muestra su hermosura». Robert Grosseteste, Commentarii in Divina nomina, IV.[27]
- «La luz siguiendo su naturaleza se propaga por doquier, de modo que de un punto luminoso se genera una esfera de gran luz sin límites, a menos que se interponga un cuerpo opaco». Robert Grosseteste, De luce.[28]
- «La luz es lo mejor, lo más bello y agradable de las cosas corporales». San Buenaventura, In Sapientia, 7, 10.[29]
- «La luz es la naturaleza común que se encuentra en todo cuerpo, ya sea celeste o terrenal. [...] La luz es la forma sustancial de los cuerpos, que poseen tanto más real y dignamente el ser cuanto más participan de ésta». San Buenaventura, Commentarii in quator libros Sententiarum Petri Lombardi, II, 12, 1 y II, 13, 2.[16]
- «Como puede deducirse de las palabras de Dionisio, lo bello está constituido por el esplendor y por las debidas proporciones: en efecto, él afirma que Dios es bello “como causa del esplendor y de la armonía de todas las cosas”. Por eso la belleza del cuerpo consiste en tener los miembros bien proporcionados, con la luminosidad del color debido». Santo Tomás de Aquino, Summa Theologica, II-II, 145, 2.[30]
- «Brilla pues lo que brillantemente se une a lo que ilumina, y lo que una nueva luz inunda, brilla como noble obra». Suger, Liber de rebus in administratione sua gestis, PL 186, col. 1229.[31]